# Alexis Jandard
Alexis Jandard (Écully, 23 de abril de 1997) es un deportista francés que compite en saltos de trampolín y plataforma.
Ganó dos medallas en el Campeonato Mundial de Natación, en los años 2022 y 2023, y una medalla de oro en el Campeonato Europeo de Natación de 2024. En los Juegos Europeos obtuvo cuatro medallas, una de bronce en Bakú 2015 y tres en Cracovia 2023.

## Palmarés internacional
| Campeonato Mundial | Campeonato Mundial | Campeonato Mundial | Campeonato Mundial   |
| Año                | Lugar              | Medalla            | Prueba               |
| ------------------ | ------------------ | ------------------ | -------------------- |
| 2022               | Budapest (Hungría) | Medalla de plata   | Equipo mixto         |
| 2023               | Fukuoka (Japón)    | Medalla de bronce  | Trampolín 3 m sincro |
| Juegos Europeos    |                    |                    |                      |
| Año                | Lugar              | Medalla            | Prueba               |
| 2015               | Bakú (Azerbaiyán)  | Medalla de bronce  | Plataforma 10 m      |
| 2023               | Rzeszów (Polonia)  | Medalla de plata   | Trampolín 1 m        |
| 2023               | Rzeszów (Polonia)  | Medalla de bronce  | Trampolín 3 m        |
| 2023               | Rzeszów (Polonia)  | Medalla de bronce  | Trampolín 3 m sincro |
| Campeonato Europeo |                    |                    |                      |
| Año                | Lugar              | Medalla            | Prueba               |
| 2024               | Belgrado (Serbia)  | Medalla de oro     | Trampolín 3 m sincro |